# Michelle de Kretser
Michelle de Kretser (Colombo, 11 novembre 1957) è una scrittrice australiana originaria dello Sri Lanka.

## Biografia
Nata nel 1957 a Colombo, a 14 anni è emigrata in Australia con la famiglia.
Ha studiato in una scuola multiculturale a Elwood, sobborgo di Melbourne, prima di laurearsi in letteratura a Parigi e iniziare, senza portare a termine, un dottorato all'Università di Melbourne.
Dopo aver lavorato come editrice presso la Lonely Planet e aver co-fondato l'Australian Women's Book Review, ha esordito nella narrativa nel 1999 con il romanzo The Rose Grower.
Dopo Il caso Hamilton, Encore Award nel 2004, ha pubblicato altri 7 romanzi ottenendo il Miles Franklin Award nel 2013 con Questions of Travel e nel 2018 con The Life to Come.

## Opere
- The Rose Grower (1999)
- Il caso Hamilton (The Hamilton Case, 2003), Vicenza, Neri Pozza, 2006 traduzione di Ada Arduini ISBN 88-545-0055-0.
- Il cane scomparso tra le foglie (The Lost Dog, 2007), Vicenza, Neri Pozza, 2009 traduzione di Daniela Middioni ISBN 978-88-545-0312-0.
- Questions of Travel (2012)
- Springtime (2014)
- The Life to Come (2017)
- On Shirley Hazzard (2019)
- Scary Monsters (2021)
- Theory and Practice (2024)

## Premi e riconoscimenti

### Vincitrice
- Encore Award: 2004 con Il caso Hamilton
- Miles Franklin Award: 2013 con Questions of Travel e 2018 con The Life to Come
- Premio Rathbones Folio: 2023 nella sezione "Narrativa" con Scary Monsters[9]
- Premio Stella: 2025 con Theory and Practice[10]

### Finalista
- Booker Prize: 2008 nella longlist con Il cane scomparso tra le foglie
- International IMPAC Dublin Literary Award: 2014 nella shortlist con Questions of Travel